# Anton Glanzelius
Anton Glanzelius (Copenaghen, 11 aprile 1974) è un attore svedese, noto internazionalmente come attore bambino quale protagonista nel 1985 del film La mia vita a quattro zampe.

## Biografia
Anton Glanzelius nasce a Copenaghen in Danimarca nel 1974, ma cresce a Göteborg in Svezia. Suo padre è il giornalista e critico musicale Ingmar Glanzelius (di origine danese); sua madre è l'attrice Margita Ahlin, figlia dell'attore Harry Ahlin. Glanzelius ebbe già da giovanissimo alcuni occasioni di recitare come attore bambino alla televisione e in teatro. La svolta avvenne quando il regista Lasse Hallström lo scelse tra quasi un migliaio di bambini visionati per la parte del protagonista di La mia vita a quattro zampe (1985). Il film riscosse un enorme successo non solo in Svezia ma anche a livello internazionale. Glanzelius dette del personaggio un'interpretazione così naturale e intensa da attirare l'attenzione sia del pubblico che della critica. Divenne il più giovane attore in assoluto a ricevere il premio Guldbagge, assegnato ogni anno al miglior attore svedese.
Quando nel 1987 Glanzelius visitò gli Stati Uniti con la famiglia fu accolto come una star, con interviste ai giornali e alla televisione. Anche il cantante Michael Jackson lo volle incontrare. Nonostante i tanti elogi ricevuti, il ragazzo confesserà di non essere particolarmente attratto dalla carriera di attore e di sentirsi piuttosto imbarazzato che compiaciuto dalla popolarità raggiunta. Ricorderà l'esperienza del film come 3 mesi di duro lavoro nei quali egli era consapevole di non avere in fondo recitato ma piuttosto di "avere semplicemente interpretato se stesso". Glanzelius tornerà a recitare solo in un'altra occasione nel 1989, in un film televisivo. Da adulto lavora come produttore per il canale televisivo svedese TV4.

## Filmografia
- Tryggare kan ingen vara, regia di Carin Mannheimer (1984)
- La mia vita a quattro zampe (Mitt liv som hund), regia di Lasse Hallström (1985)
- Husbonden, regia di Kjell Sundvall (1989)

## Riconoscimenti
- 1986 - Guldbagge
  - Miglior attore per La mia vita a quattro zampe (Mitt liv som hund)